# Don Grusin

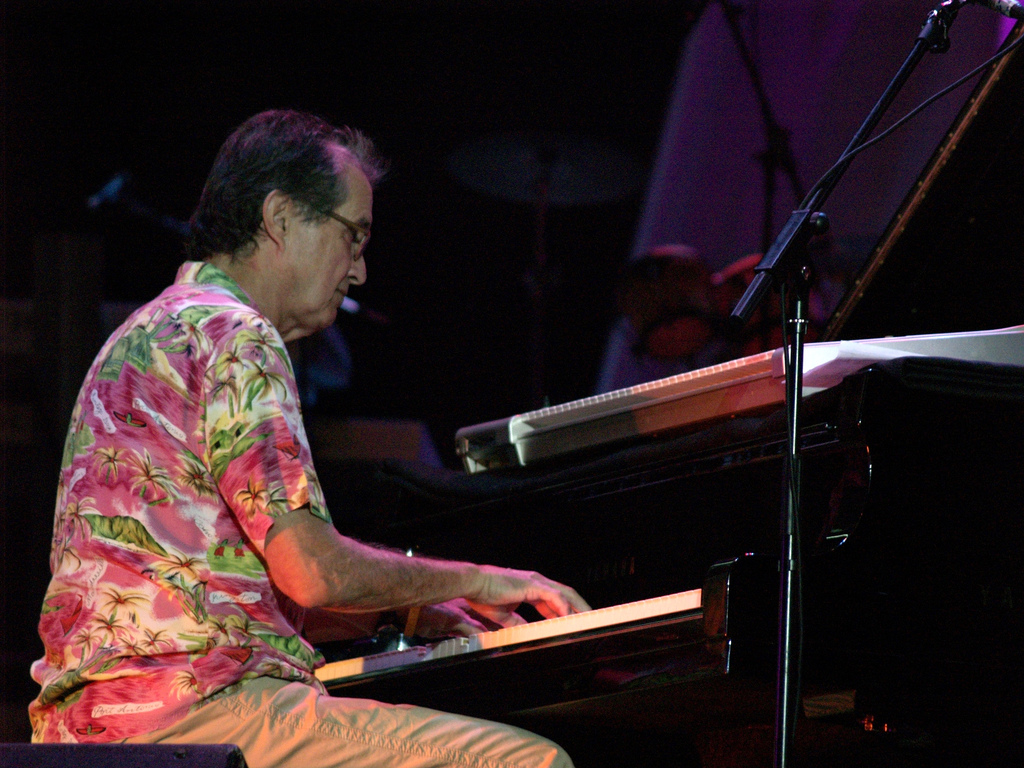
Don Grusin (Foto: Ryan San)

Donald Henri „Don“ Grusin (* 22. April 1941 in Denver, Colorado) ist ein US-amerikanischer Pianist und Keyboardspieler des Fusion- und Smooth Jazz, in den er Latin-Elemente integriert.

## Leben
Grusin ist als Sohn eines Geigers mit klassischer Musik aufgewachsen; sein älterer Bruder ist der Jazzpianist Dave Grusin. Don Grusin studierte Wirtschaftswissenschaften und war dann an der University of Colorado und an der Universidad Nacional Autónoma de México als Dozent tätig. Daneben spielte er gelegentlich in Clubs mit durchreisenden Musikern wie Gary Burton oder Zoot Sims. 1972 zog er mit den Musikern der Fusionband Azteca nach Kalifornien und entschied sich nach einer Japantournee mit Quincy Jones dafür, professioneller Musiker zu werden. In Los Angeles arbeitete er ab 1976 mit Musikern wie Lee Ritenour, Diane Schuur, Eric Marienthal, Abe Laboriel, Milt Jackson, Joe Pass, Sadao Watanabe, Patti Austin, Casiopea oder Stanley Turrentine. 1981 veröffentlichte er sein erstes eigenes Album, dem zahlreiche weitere Alben folgten. Für das Album „Musician“, das er für Ernie Watts 1985 produzierte, erhielt er einen Grammy als Produzent. Grusin arbeitet vorrangig als Produzent und leitet das Label „Bad Dog Music“, dem auch ein Studio angeschlossen ist.

## Diskographie
- Sticks and Stones (1988)
- Raven (1990)
- Zephyr (1991)
- No Borders (1992)
- Native Land (1993)
- Banana Fish (1994)
- Laguna Cove (1998)
- Old Friends and Relatives (2006)

## Lexigraphische Einträge
- Leonard Feather, Ira Gitler: The Biographical Encyclopedia of Jazz. Oxford University Press, New York 1999, ISBN 0-19-532000-X.
- Martin Kunzler: Jazz-Lexikon. Band 1: A–L (= rororo-Sachbuch. Bd. 16512). 2. Auflage. Rowohlt, Reinbek bei Hamburg 2004, ISBN 3-499-16512-0.